# Лясковец (село)
Лясковец (болг. Лясковец) — село в Болгарии. Находится в Хасковской области, входит в общину Стамболово. Население составляет 300 человек.

## Политическая ситуация
В местном кметстве Лясковец, в состав которого входит Лясковец, должность кмета (старосты) исполняет Кязим Хюсеин Кязим (Движение за права и свободы (ДПС)) по результатам выборов правления кметства.
Кмет (мэр) общины Стамболово — Гюнер Фариз Сербест (Движение за права и свободы (ДПС)) по результатам выборов в правление общины.